# 海軍宮古島飛行場

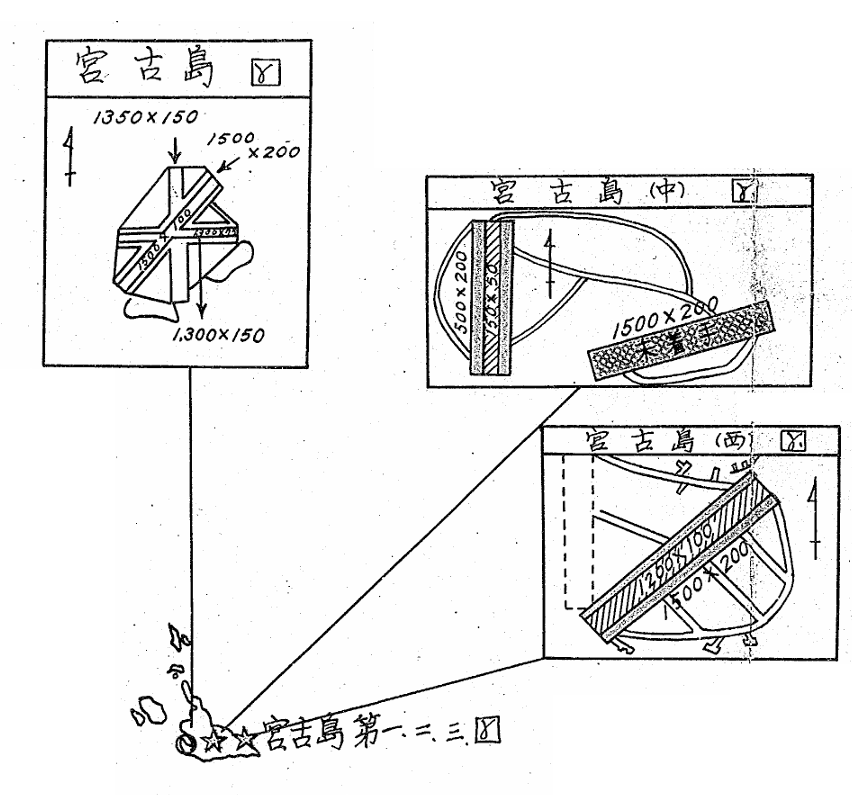
(図1) 日本海軍第三航空艦隊司令部「南西諸島航空基地一覧図」(昭和19・11) から。平良飛行場は左上に示されている。

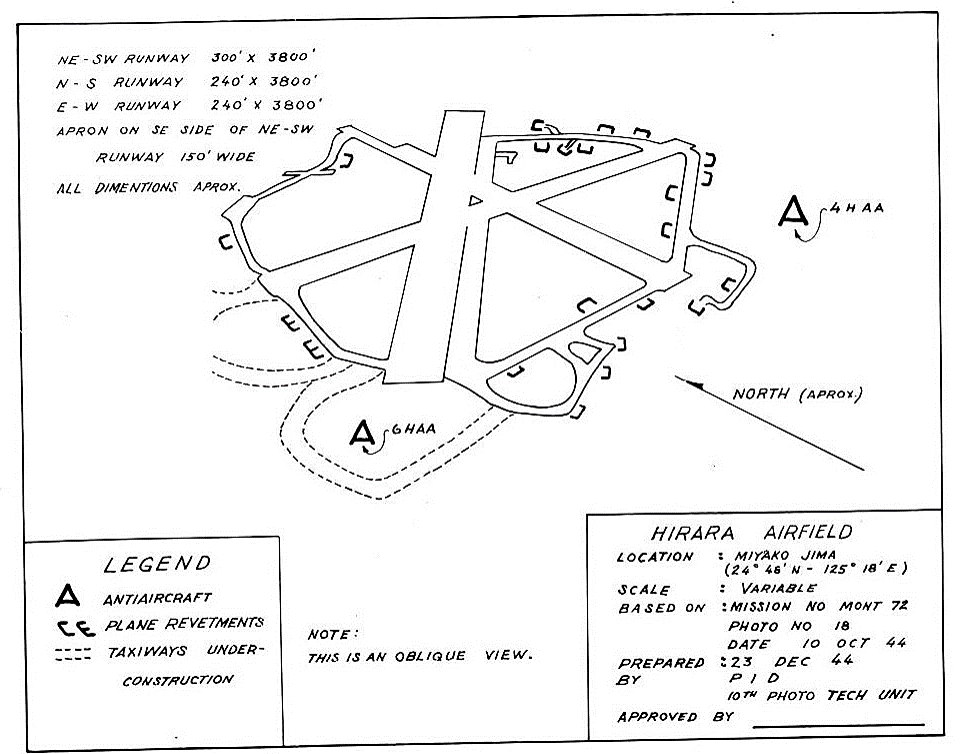
1944年の十・十空襲で米軍が撮影した空中写真をもとに解析された平良飛行場。

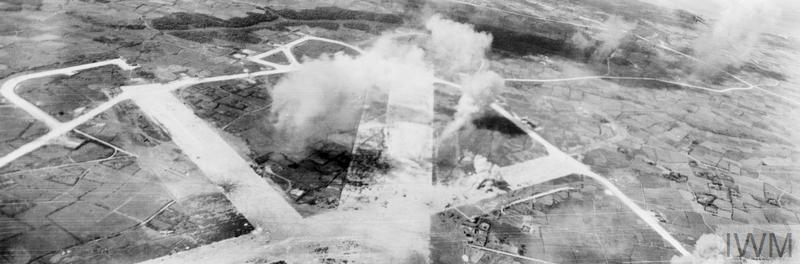
イギリス太平洋艦隊第57任務部隊による滑走路の爆撃 (1945年4月)

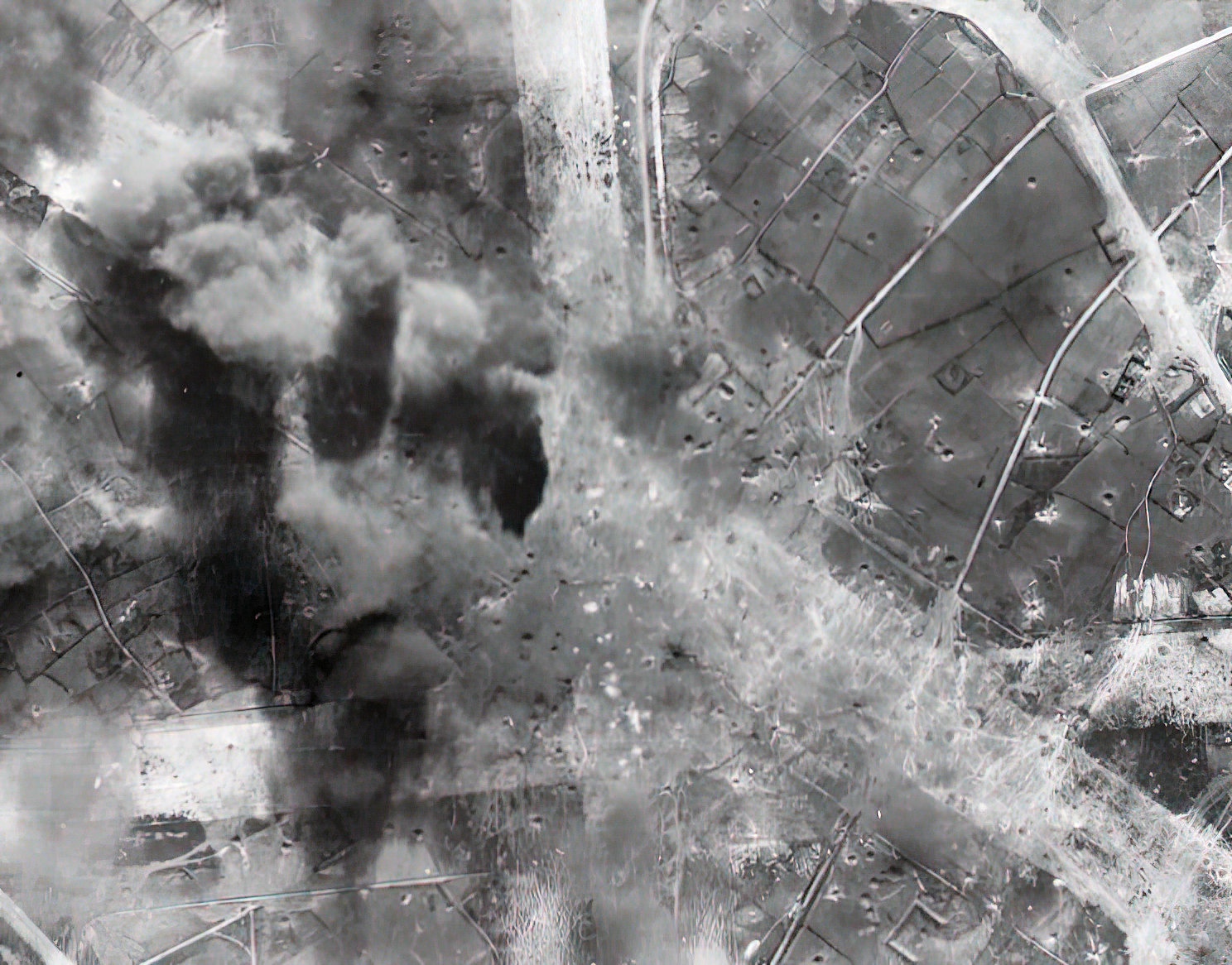
イギリス海軍アーカイヴスからの画像。「宮古島の平良飛行場。滑走路は毎日爆撃を受け、クレーターができて使用不能になっている。」(1945年)

宮古島海軍飛行場 (平良飛行場) (みやこじまかいぐんひこうじょう・ひららひこうじょう) は旧日本海軍が沖縄県宮古島市平良に建設した飛行場。米軍の接収と管理を経て現在の宮古空港となる。

## 概容

### 日本軍の宮古島飛行場計画
日本陸軍と海軍は宮古島の三カ所に飛行場の建設を進めた。滑走路は合計で6本となる予定であった。
| 沖縄の旧日本軍施設 | 沖縄の旧日本軍施設               | 現在                                  |
| 10                 | 海軍宮古島飛行場（平良飛行場）   | 宮古空港                              |
| 11                 | 陸軍宮古島中飛行場（野原飛行場） | 空自宮古島分屯基地 / 陸自宮古島駐屯地 |
| 12                 | 陸軍宮古島西飛行場（洲鎌飛行場） |                                       |

### 海軍宮古島飛行場（平良飛行場）
このうち海軍飛行場は平良に設定されたため「平良飛行場」とも呼ばれ、1944年11月の日本海軍第三航空艦隊司令部「南西諸島航空基地一覧図」(図1) によると三本の滑走路を有する計画であった。
- 東西に走る滑走路 1300x500 - 副滑走路
- 南北に走る滑走路 1350x500 - 副滑走路
- 横断する滑走路　 1500x200 - 主滑走路

構造的には、主滑走路に副滑走路2本が交差する連結式で、それを取り囲む6kmあまりの誘導路と掩体（駐機場）をもつ本格的な航空基地で あった。建設には多くの住民や学徒が動員されたが、飛行場の封じ込めをねらう連合国艦隊の攻撃のたびに決死の補修工事を行うも、ほとんど使用されることなく終戦を迎えた。

## 空襲と占領計画
1944年10月10日、午前と午後に米軍機編隊が襲来 (十・十空襲)。宮古島の陸海３ヵ所の飛行場からは応戦に飛び立つこともなく、９機が撃破された。10月13日午後にも海軍兵舎などが撃破された。十・十空襲の米軍機が撮影した空中写真は徹底的に解析され、詳細な戦略マップの作成に利用された。

1945年2月以降、連合艦隊は八重山群島の飛行場の封じ込めを目標とし、日常的に宮古島への空襲を繰り返す。海軍飛行場の滑走路は連日爆撃を受け、そのたびに住民や学徒を動員して連日の弾薬跡の埋め戻し作業が行われた。

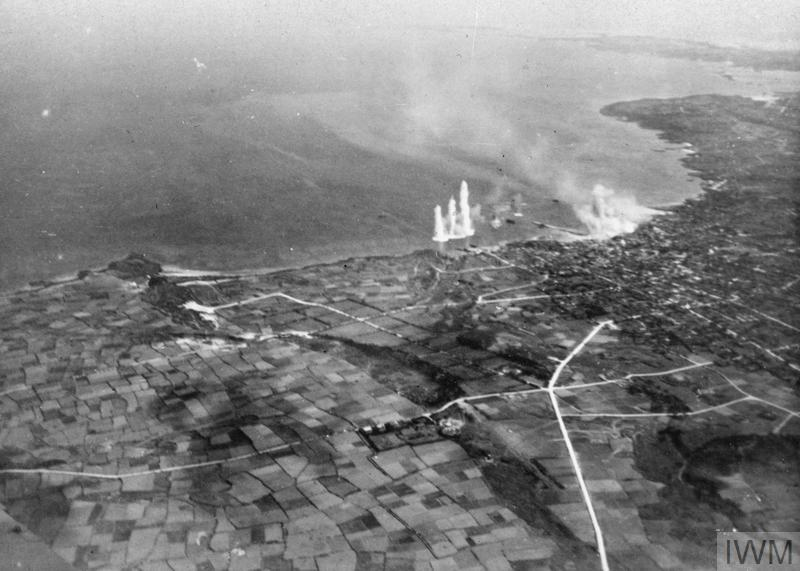
1945年5月、米軍の沖縄上陸を支援するイギリス太平洋艦隊第57任務部隊による爆撃中の航空写真。艦載機アベンジャーによる空爆で平良湾に避難していた日本の船舶は爆破された。(英帝国戦争博物館)

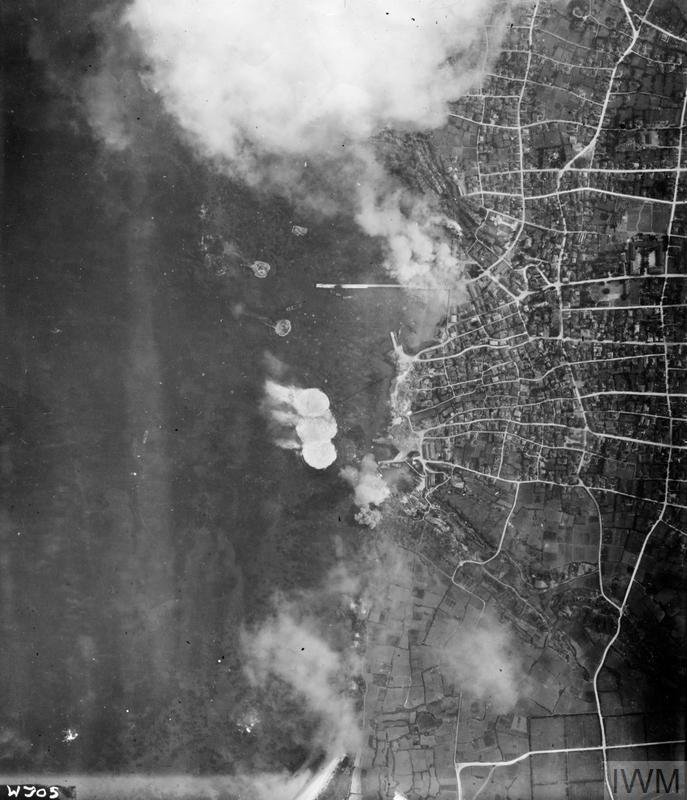
1945年3月-4月、平良の港湾と無線局を標的にした市街地への攻撃 (英帝国戦争博物館)

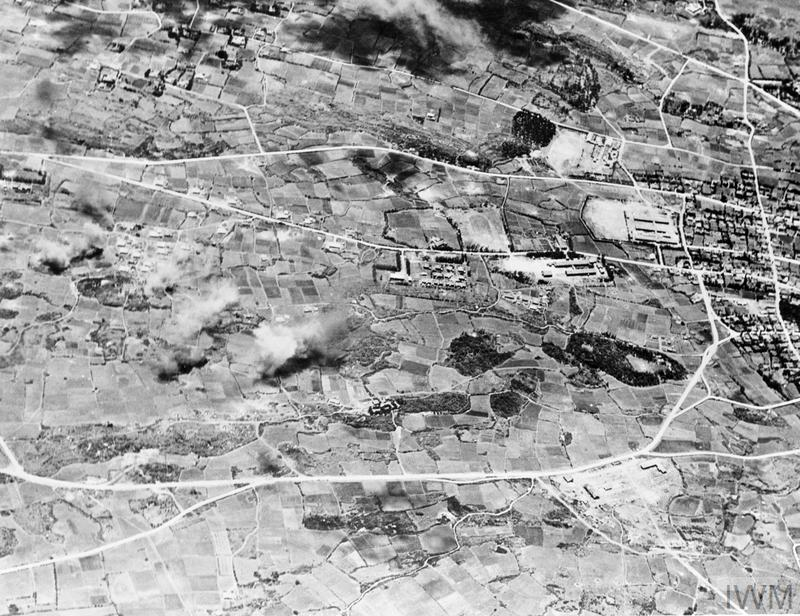
1945年5月4日の航空写真。イギリス太平洋艦隊の部隊が宮古島平良の町の南側付近にある日本軍施設を爆撃砲撃。(英帝国戦争博物館)

連合艦隊は滑走路の状態を連日監視し、弾孔が埋められていれば直ちに爆撃を開始した。イギリス太平洋艦隊の空母フォーミダブルのアイスバーグ作戦記録では、前日の空爆で滑走路にあいた弾孔の状態を確認しながら先島群島すべての日本軍飛行場の封じ込めを徹底させていたことがよくうかがわれる。
米軍は、沖縄占領計画 (アイスバーグ作戦) の当初は、本土攻撃のための基地拠点として宮古島と喜界島を確保する計画を含んでいたが、このフェーズ3計画は四月下旬に取りやめられた。沖縄島上陸以降、日本の本土攻略のための基地拠点は沖縄島で事欠かないことが実証されたためである。

## 土地の接収と立ち退き
1943年5月頃から日本軍による飛行場の用地接収が始まる。9月、日本軍は七原、屋原、越地の土地約175ha (土地所有者 255人) を接収し、海軍飛行場の建設を開始する。接収に関しては地主との話し合いもなく、一方的な軍命令による強制接収であり、住民は強制的に立ち退かされ、土地の建物や耕作物などの物件に対する補償は一部現金で支払われたが、ほとんどは強制貯金に回された。土地については売買契約もなく地代の支払いもなかったという。

1944年1月、海軍佐世保鎮守府は宮古島を含む西南諸島の既設の海軍飛行場の整備拡張を急がせた。
七原、屋原、越地の三つの集落の土地の強制接収が行われ、移転先は冨名腰(ふなこし)原、原野、袖山が供与された。収穫前の穀物も無残にひき潰され、住み慣れた土地を奪われ、人々は「ナナバリヤナナツンバリ、ヤーバリヤヤーツンバリ」(七原部落は七つに割れ、屋原部落は八つに割れ」と嘆いた。また手にするはずであった地代の大半が強制貯金にまわされ、戦後、紙くずとなったうえに、土地は国有地化され、住民のもとに帰ってくることはなかった。
上陸戦はなかったものの、3万の日本兵と基地で要塞化された宮古島の「生と死が隣り合わせるもう一つの戦争」は、終戦になっても終わることなく、深刻な食糧難とマラリアが猛威をふるい、おびただしい兵士と住民の命を奪った。敗戦後も「友軍」は食糧の徴用を住民に強いたため、住民はさらに困窮した状態となった。日本兵は1946年3月頃から引き揚げた。

その後、平良飛行場のために土地を接収され袖山(現・西原)に移住を強いられた人々は、1946年夏から「マラリアの生き地獄」にみまわれ、結局、袖山部落は廃墟となった。本来はマラリア有病地ではなかった平良市北部の西原、添道、大泊ですらこのような状態であった。
また、土地を接収され冨名腰原に移住させられた人々の生活も悲惨な状態であった。

## 強制疎開
台湾疎開
宮古島に駐屯する3万人の兵士の食糧を確保するため、日本軍は住民に強制疎開を強いたが、それはさらなる離散と悲劇をもたらすものであった。
南西諸島の非労働力人口 (老幼婦女子) を台湾へ疎開させるという計画は、1944年7月の臨時閣議で決定され、宮古島からは8月から10月にかけて一万人規模でほとんど台湾へ疎開させられた。台湾からの日本人の復員・帰還事業は早期に実現した一方で、沖縄は米軍によって占領・封鎖されたため、台湾の沖縄人は台湾の中華民国の統治下となった台湾に取り残されていくことになる。女性や子供、老人を中心に構成された台湾の沖縄人疎開者は、支援が先細るなかで、屋根も壊れて廃墟となったキールンの倉庫に身を寄せ合って暮らすなど、ほとんど棄民状態となった。
栄丸遭難事件

こうした状態の中で、懸命に故郷に帰ろうとした一部の宮古島疎開者は、1945年11月1日、捨てられた船を修理し、大勢の宮古島の疎開者をのせて出港する。その一時間後、栄丸は遭難 (栄丸遭難事件) し100名前後の犠牲者を出す。国策としての強制疎開が引き起こしたとして国に遭難事故の責任を求める声も強かった。

## 土地の返還と国有地問題
平良飛行場建設のため旧海軍によって接収された土地は、戦後、米国民政府琉球財産管理官が財産管理を行い、1972年の施政権移行後は、旧大蔵省が引き継いで、従来の耕作者に対して、農地として貸付を行っていた。旧海軍飛行場（現・宮古空港）の国有地面積は、2001年時点で1,649,000平方㍍で宮古空港用地とその周辺は、農地等となっている。農地には国との借地契約による耕作者がおり、そのうちの約9割が旧地主以外の耕作者となっている。

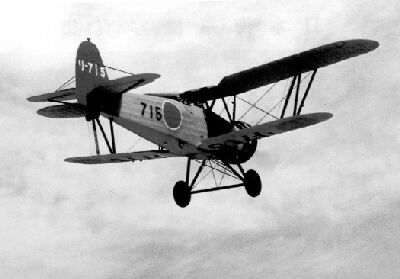
川西 九三式中間練習機

## 出撃記録
前述のように、滑走路への爆撃が連日続いたこともあり、実質的に滑走路を利用することは不可能であった。台湾からの特攻機の中継地として利用された記録が残っている。
神風特攻隊第三次竜虎隊
九三式中間練習機は、機体は木製で翼は布張りの複葉機で通称「赤とんぼ」と呼ばれる練習機であったが、既に沖縄の組織的な戦闘が終わっていた1945年7月27日、台湾の竜虎海軍基地から特攻命令を受け、台湾から石垣島を経て宮古島に到着、7月29日、海軍飛行場から三村弘上飛曹、庵民雄一飛曹、佐原正二郎一飛曹、近藤清忠一飛曹、原優一飛曹、松田昇三飛曹、川平誠飛曹が出撃、海上すれすれで飛行し那覇沖で駆逐艦キャラハン(乗員47名）に突入し撃沈させ、続いて駆逐艦ブリチットに突入し大破させた。彼らの死を悼む碑が沖縄県宮古島市平字東中根に在所する。

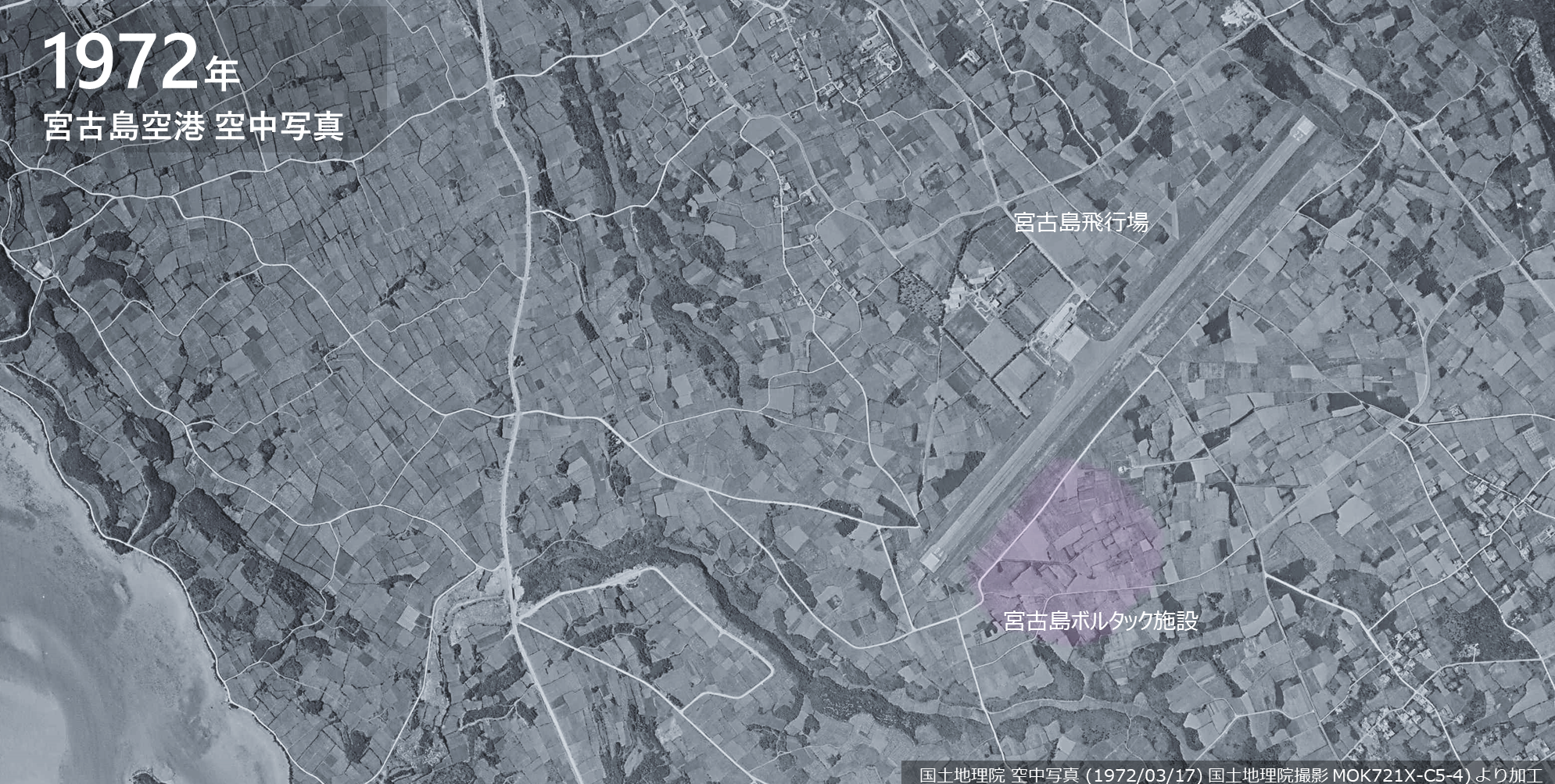
米軍管理下の「ミヤコジマ・インターナショナル・エアポート」と米軍基地「宮古島ヴォルタック施設」

## 戦後の平良飛行場

### 米軍占領下の飛行場
戦後は米空軍が飛行場を管理し、「ミヤコジマ・インターナショナル・エアポート」となる。1955年7月から宮古-那覇-石垣間の就航便が開始されるが、本格的な定期運航は 1967年からで、翌年には琉球舞踊の花笠を模したターミナルビルが完成、空港も「花笠空港」という愛称でよばれ、1978年まで運用された。滑走路は主滑走路一本に整備し、また南西側には米軍通信施設「宮古島ヴォルタック施設」を設置した。

### 施政権移行後の飛行場
1972年の「沖縄返還」を受け、1973年、飛行場は沖縄県を管理者とする第三種空港に指定、「宮古空港」となる。また付随する米軍基地「宮古島ヴォルタック施設」も2月15日に運輸省に移管された。